# Herb gminy Lubichowo
Herb gminy Lubichowo – symbol gminy Lubichowo.

## Wygląd i symbolika
Herb przedstawia na tarczy podzielonej w słup na dwie części niebieską linią stylizowaną literę „L” (inicjał nazwy Lubichowo). Na zielonym polu i niebieskiej linii ma ona kolor żółty, a na żółtym polu – kolor złoty. Nad literą umieszczono złote poroże i zielony kłos zboża, otaczające umieszczone na niebieskim tle złote słońce. 